# Фернанду
Ферна́нду (порт. Fernando, МФА: [fɨɾ.ˈnɐ̃.du], Фирнанду) — чоловіче особове ім'я. Використовується переважно в країнах, що говорять португальською мовою (Португалія, Бразилія, Ангола тощо). Походить від германського імені Фердинанд (гот. Ferdinanths, Frithunanths, «Любомир»). Скорочена форма — Ферна́н (порт. Fernão). Інші форми — Фернандо, Фернан, Ернан, Ернандо (в іспаномовних країнах); Фердинанд (в німецькомовних країнах) тощо. Латинською — Ферна́нд (лат. Fernandus), Фердина́нд (лат. Ferdinandus).

## Особи

### Королі
- Фернанду I — король Португалії (1367—1383).
- Фернанду II — король Португалії (1837—1853).

### Інфанти
- Фернанду Афонсович — магістр госпітальєрів.
- Фернанду Блаженний — адміністратор Авіського ордена (1434—1443).
- Фернанду Візеуський — герцог Візуеський (1460—1470) і Безький (1453—1470).
- Фернанду Гуардський — герцог Гуардський  (1507—1534).
- Фернанду Фландрський — граф Фландрський (1212—1233).

### Фернанду Браганський
- Фернанду І Браганський — герцог Браганський.

### Літератори
- Фернанду Пессоа — португальський письменник.

### Політики
- Фернанду Перейра — сантомеський президент.
- Фернанду да Пієдаде Діас душ Сантуш — ангольський прем’єр-міністр

### Спортсмени
- Фернанду Варела — кабовердійський футболіст.
- Фернанду Гоміш — португальський футболіст.
- Фернанду Коту — португальський футболіст.
- Фернанду Мейра — португальський футболіст.
- Фернанду Пейротеу — португальський футболіст.
- Фернанду Сантуш — португальський футболіст.
- Фернанду Фонсека — португальський футболіст.
- Фернанду Шалана — португальський футболіст.

### Інші
- Фернан Магеллан — португальський мореплавець, іспанський аделантадо.

## Топоніми

### Бразилія
- Фернанду-де-Нороня